# Jelena Bodražić
 (mai 2012).
Si vous disposez d'ouvrages ou d'articles de référence ou si vous connaissez des sites web de qualité traitant du thème abordé ici, merci de compléter l'article en donnant les références utiles à sa vérifiabilité et en les liant à la section « Notes et références ».
Jelena Bodrazić (née le 22 décembre 1971 à Backa Palanka, en Serbie) est une chanteuse d'opéra (mezzo-soprano) serbe.

## Biographie
Repérée par Terzin Radivoje, chef d'orchestre à Kikinda, en 1988, elle devient choriste comme soprano. Dès 1990, elle prend des cours de chants mezzosoprano dans la classe du professeur Prizrenka Petrovic au Conservatoire de Novi Sad, en Serbie. À l’école Isidor-Bajic à Novi Sad, elle obtient une bourse de madame Mélanie Bugarinovic pour trois ans.
Par la suite, elle s’inscrit à l’Académie dramatique de Belgrade et se joint à la classe du professeur Radmila Smiljanic. Dès sa première année, elle change de classe et passe chez Biserka Cvejic à Novi Sad. En 1992, elle obtient son premier engagement fixe au théâtre de Novi Sad au SNP avec le rôle du comte Orlovski dans la Chauve-souris de Johann Strauss.
La même année, elle gagne le concours international de Josif Marinkovic à Novi Becej, en Serbie. L’année suivante, elle chante à l’Opéra national de Belgrade où elle interprète le Mariage secret de Domenico Cimarosa. Elle gagne aussi le concours des interprètes féminins de Marta Cangiglia à Sulmona en Italie. Le rôle de Lucrèce dans l’opéra The Rape of Lucretia de Benjamin Britten en 2000 lui vaut une carrière internationale et un départ pour l’Allemagne. Elle obtient la bourse de la ville de Wiesbaden.
Elle passe son Master auprès de Mady Mesple en France et Claudie Eder en Allemagne. Dès 2008, Joseph Loil devient son mentor. Elle continue de chanter à Vienne, Nice, Modène, Wiesbaden, Mayence, Paris, Berne et Berlin. Elle a également participé à l’Opéra de Erl, Schwetzingen et Schwerin. 
Dans son répertoire, elle possède plus de trente rôles en cinq langues. Les plus connus sont Azucena dans les Troubadours de Verdi, le Bal masqué, Erdo de Wagner, la Comtesse Geswic de Louh A. Bergo et le Requiem de Verdi.
Elle a également travaillé avec les chefs d’orchestre, Gustav Kahn, Michaell Gueffler, Mladen Jagust, Ralf Rentler, Leopold Hager, Niksa Barleza, Bora Popovic, Jochanes Felsenstein, Richard Perit, Manfred Schweigkoffler et John Due.